# 경일고등학교 (경북)
경일고등학교(慶一高等學校)는 대한민국 경상북도 안동시 신안동에 있는 사립 고등학교이다.

## 학교 연혁
- 1972년 6월 17일 : 학교법인 경일학원 설립 인가, 초대 이사장 운암 권태인 선생 취임
- 1973년 1월 21일 : 초대 교장 오대영 선생 취임
- 1973년 3월 3일 : 제1회 입학식(300명 입학)
- 1976년 1월 6일 : 제1회 졸업식 거행
- 2005년 9월 26일 : 학칙 변경 학년당 6학급
- 2007년 4월 24일 : 제4대 이사장 권영건 정치학 박사 취임
- 2011년 9월 6일 : 경상북도교육청 자율학교(교과교실제 운영) 지정
- 2014년 3월 27일 : 다목적 강당(행산관) 개관식
- 2017년 6월 8일 : 운암재(기숙사) 개관식
- 2019년 3월 1일 : 제10대 교장 김준기 선생 취임
- 2022년 1월 25일 : 제47회 졸업식
- 2022년 3월 2일 : 제50회 입학식

## 참고 자료
- 경일고등학교 - 한국교육학술정보원 학교알리미